# Boveycantharis dimidiatipes
Boveycantharis dimidiatipes is een keversoort uit de familie soldaatjes (Cantharidae). De wetenschappelijke naam van de soort werd in 1857 gepubliceerd door Louis Jérôme Reiche.